# Gulliver utazásai (film, 2010)
A Gulliver utazásai (eredeti cím: Gulliver's Travels) a 2010-ben bemutatott amerikai film, a 20th Century Fox által gyártott kalandfilm, filmvígjáték és fantasyfilm, Rob Letterman rendezésében rendezésében, Jonathan Swift regénye nyomán.

## Szereplők
| Szereplő            | Színész           | Magyar hang      |
| ------------------- | ----------------- | ---------------- |
| Lemuel Gulliver     | Jack Black        | Gáspár András    |
| Horatio             | Jason Segel       | Nagy Ervin       |
| Mary hercegnő       | Emily Blunt       | Gubás Gabi       |
| Darcy Silverman     | Amanda Peet       | Szávai Viktória  |
| Theodore király     | Billy Connolly    | Tahi Tóth László |
| Edward tábornok     | Chris O’Dowd      | Fekete Ernő      |
| Dan                 | T. J. Miller      | Szabó Máté       |
| Jinks               | James Corden      | Elek Ferenc      |
| Isabelle királynő   | Catherine Tate    | Kiss Erika       |
| Leopold király      | Emmanuel Quatra   | Rosta Sándor     |
| Blefuscian kapitány | Stewart Scudamore | Csankó Zoltán    |
| August herceg       | Olly Alexander    | Pálmai Szabolcs  |
| Nigel, utazó író    | Richard Laing     | Varga Rókus      |
| Foreman             | David Sterne      | ?                |